# Aleksei Krutxónikh
Aleksei Krutxónikh (poble d'Olivske o Olhivka, povit de Kherson, Gubèrnia de Kherson, 21 de febrer de 1886 - Moscou, 17 de juny de 1968), de nom complet amb patronímic en rus Aleksei Ielissiéievitx Krutxónikh (Алексе́й Елисе́евич Кручёных) i en ucraïnès Oleksíi Ielisséiovitx Krutxónikh (Олексій Єлисейович Кручоних), de vegades transcrit del rus al català també com a Krutxénikh o Krutxiónikh, i transcrit de l'ucraïnès al català també com a Oleksíi Ielysséiovytx Krutxénykh o Krutxónykh, fou un dibuixant, actor i poeta futurista rus, o ucraïnès que escrivia en rus. És considerat el creador, junt amb Vladímir Maiakovski, del llenguatge zaum a la poesia, és a dir un llenguatge abstracte, sense sentit, purgat de la "brutícia diària", i reclamava el dret del poeta a utilitzar "paraules estellades, mitges paraules i les seves pròpies combinacions estranyes i enginyoses."
De vegades, signava amb el pseudònim d'"Aleksandr Krutxónikh".

## Biografia
Nascut en una família de camperols, el seu pare va néixer a Sibèria i la seva mare era d'origen polonès. En 1906 va completar els seus estudis d'art a Odessa. El 1907 es va traslladar a Moscou i va començar a treballar com a periodista. Des del 1912 es va unir al cercle dels futuristes. Juntament amb Maiakovski, Burliuk i Khlébnikov va publicar el manifest "Bufetada al gust del públic" (rus: Пощёчина общественному вкусу). Va participar en almanacs futuristes. Fou el principal teòric i practicant de la "poesia abstrusa" i autor d'un famós llibre de text abstrús "En la seva llengua", del llibre "Pintallavis" (1913):
дыр бул щыл

убешщур

скум

вы со бу

р л эз
Transcripció
dir bul sxil

ubeixsxur

skum

vi so bu

r l ez

Krutxónikh afirmava que "en aquestes cinc línies hi ha més grandesa de Rússia que a tota la poesia de Puixkin"
El 1916 es va casar amb la pintora Olga Rózanova. Durant la Primera Guerra Mundial i la Revolució d'Octubre va estar a Geòrgia, a Tbilisi fundats els futuristes grup "410". Després de tornar a Moscou en els anys vint es va apropar al grup LEF. Es va dedicar al comerç de llibres antics. Va publicar les seves obres futuristes en edicions petites, impreses amb duplicadora.
Juntament amb Velimir Khlébnikov (pròleg) i Mikhaïl Matiuixin (música) i l'escenografia de Kazimir Malèvitx va crear "la primera òpera futurista", titulada "Victòria sobre el sol" (rus: Победа над солнцем) per a la qual va escriure el llibret. L'estrena mundial de l'obra de l'avantguarda russa es va dur a terme el 3 de desembre de 1913 a Sant Petersburg.
En els anys trenta, després del suïcidi de Maiakovski i l'execució del seu amic Ígor Teréntiev, obligat a apartar-se de la literatura (només de tant en tant parla amb articles crítics i referències bibliogràfiques), viu només de la venda de llibres i manuscrits rars, que al seu torn tampoc no són benvinguts. Va ser membre de la Unió d'Escriptors Soviètics. En els anys cinquanta va afavorir els poetes de la generació més jove.
Quan va morir, a l'edat de 82 anys, el ja ancià poeta Kornei Txukovski, testimoni de les primeres actuacions dels futuristes, va escriure al seu diari: "És estrany. Semblava immortal ... Només quedava ell de tot entorn de Maiakovski".
L'urna amb les cendres de Krutxónikh es va dipositar al nou columbari del cementiri de Donskoi, a Moscou.

## Obres selectes[4]

### Col·leccions de poemes
- 1912 – Mirskontsa (rus: Мирсконца)
- 1912-1913 – Starinnaia lubov'. Bukh lessini (rus: Старинная любовь. Бух лесиный)
- 1913:
  - Pomada (rus: Помада "pintallavis")
  - Bzorval (rus Взорваль)
  - Vozropsxem (rus Возропщем)
  - Porossiata (rus Поросята)
  - Utinoie gniezdixko... durnikh slov (rus Утиное гнездышко… дурных слов)
- 1915 – Zaumnaja gniga (rus Заумная гнига)
- 1916 – Voina (rus Война)
- 1917 – Utxites khudogui (rus Учитесь худоги)
- 1922:
  - Golodniak (rus Голодняк)
  - Zudiesnik (rus Зудесник)
- 1927 – Txetirie fonietitxeskikh romana (ros. Четыре фонетических романа)
- 1930 – Ironiada (rus Ирониада)
- Te li le (rus Тэ ли лэ)

### Periodisme
- 1923:
  - Apokalipsis v russkoi lit-re (rus Апокалипсис в русской лит-ре)
  - Faktura slova (rus Фактура слова)
  - Sdvigologuia russkogo stikha (rus Сдвигология русского стиха)
- 1925 – LEF aguitki Maiakovskogo, Asséieva, Tretiakova (rus ЛЕФ агитки Маяковского, Асеева, Третьякова)
- 1926 – Na borbu s khuliganstvom v literature (rus На борьбу с хулиганством в литературе)
- 1927 – Novoie v pissatelskoy tekhnike (rus Новое в писательской технике)
- 1928 – 15 let russkogo futurizma (rus 15 лет русского футуризма)
- Slovo kak takovoie (rus Слово как таковое)
- Tainie poroki akademikov (rus Тайные пороки академиков)